# Kollett m/1873

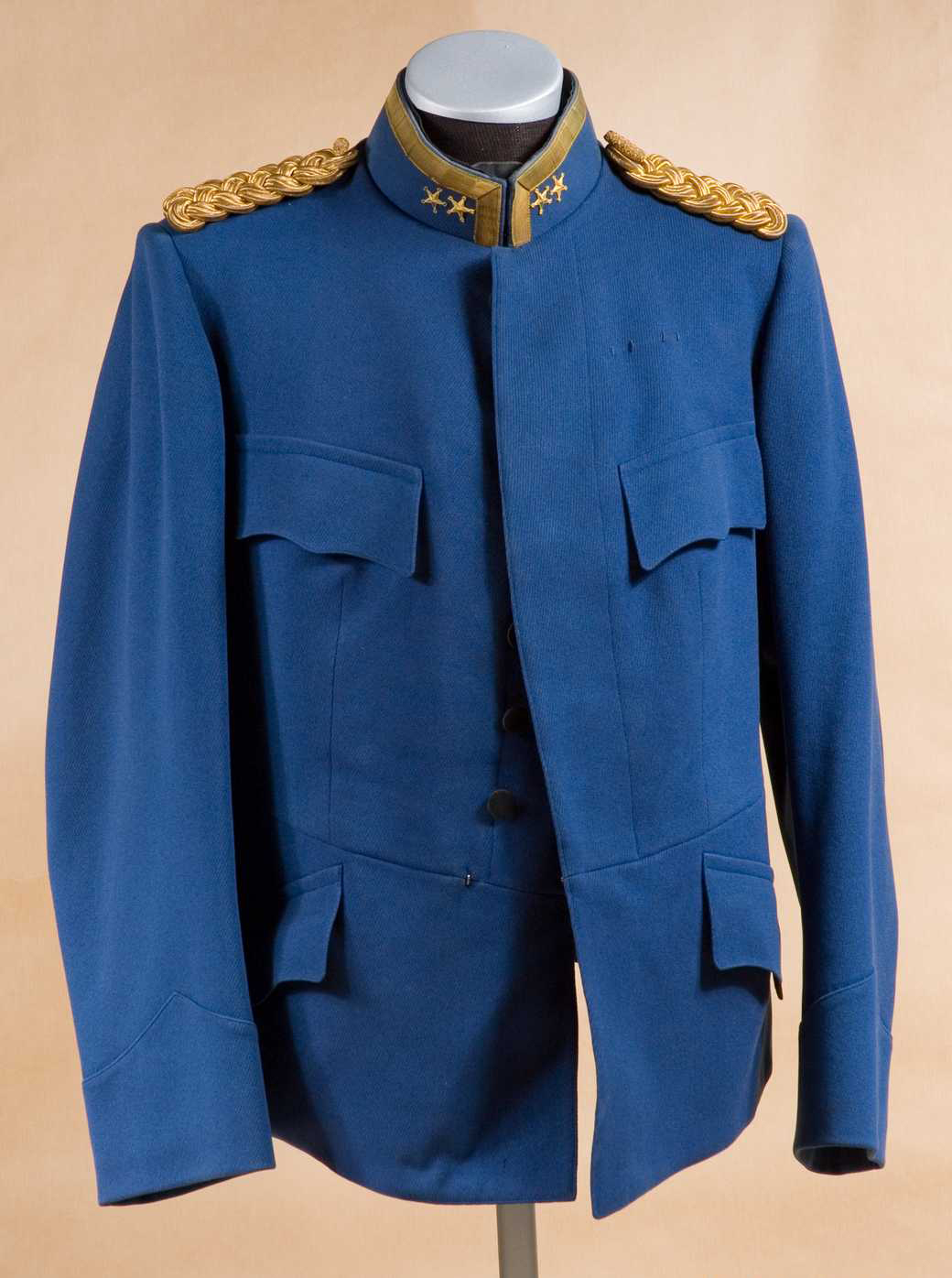
Kollett m/1873 för överstelöjtnant vid Fortifikationen.

Kollett m/1873 var en kollett som användes inom försvarsmakten.

## Utseende
Denna kollett är i mellanblått kläde och har en öppen snedskuren ståndkrage att igenhäktas nedtill vars höjd varierar emellan 4 och 4,5 cm. Gradbeteckning bars på kragen i form av stjärnor: en för underlöjtnant och major, två för löjtnant och överstelöjtnant samt tre för kapten och överste. Regementsofficerare (major, överstelöjtnant och överste) bar utöver detta en förgylld galon på kragens kant samt flätade axeltränsar, även de i guld. Löjtnanter till och med kaptener bär svarta flätade axeltränsar.
Kolletten har av två framfickor och bröstfickor. Baktill finns två ficklock, vardera med tre knappar, en i livet, en mittpå och en nertill.

## Användning
Denna kollett användes till daglig dräkt av Fortifikationen som ett alternativ till vapenrock m/1878.

## Fotografier

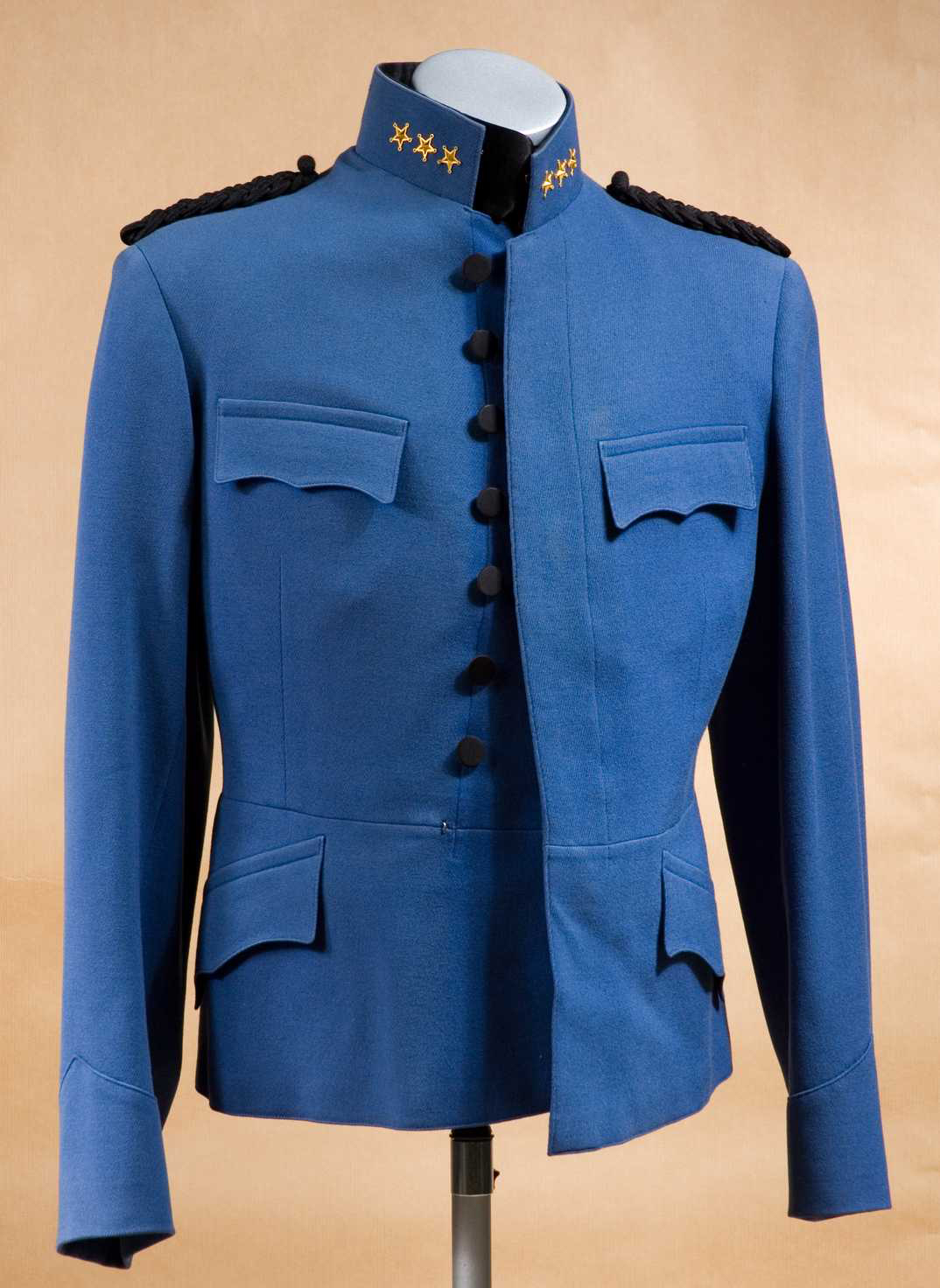
Kollett m/1873 för kapten vid Fortifikationen.